# Москвич-427
Москвич-427 — советский грузопассажирский автомобиль, выпускавшийся в Москве на заводе МЗМА (позднее АЗЛК) с 1967 по 1976 год на базе легкового автомобиля Москвич-412. Имел пятидверный кузов типа универсал.

## Описание конструкции
Как и на ранних автомобилях Москвич-426, пятая дверь первоначально выполнялась двустворчатой и лишь с 1972 года стала цельной. Задние фонари на протяжении всего выпуска остались прежней и одной и той же формы — от модели Москвич-408.
В 1969 году все 412-е семейство прошло модернизацию, по итогам которой все модели получили дополнительный индекс «ИЭ». Не стал исключением и Москвич-427 — модернизированная версия стала именоваться Москвич-427ИЭ.

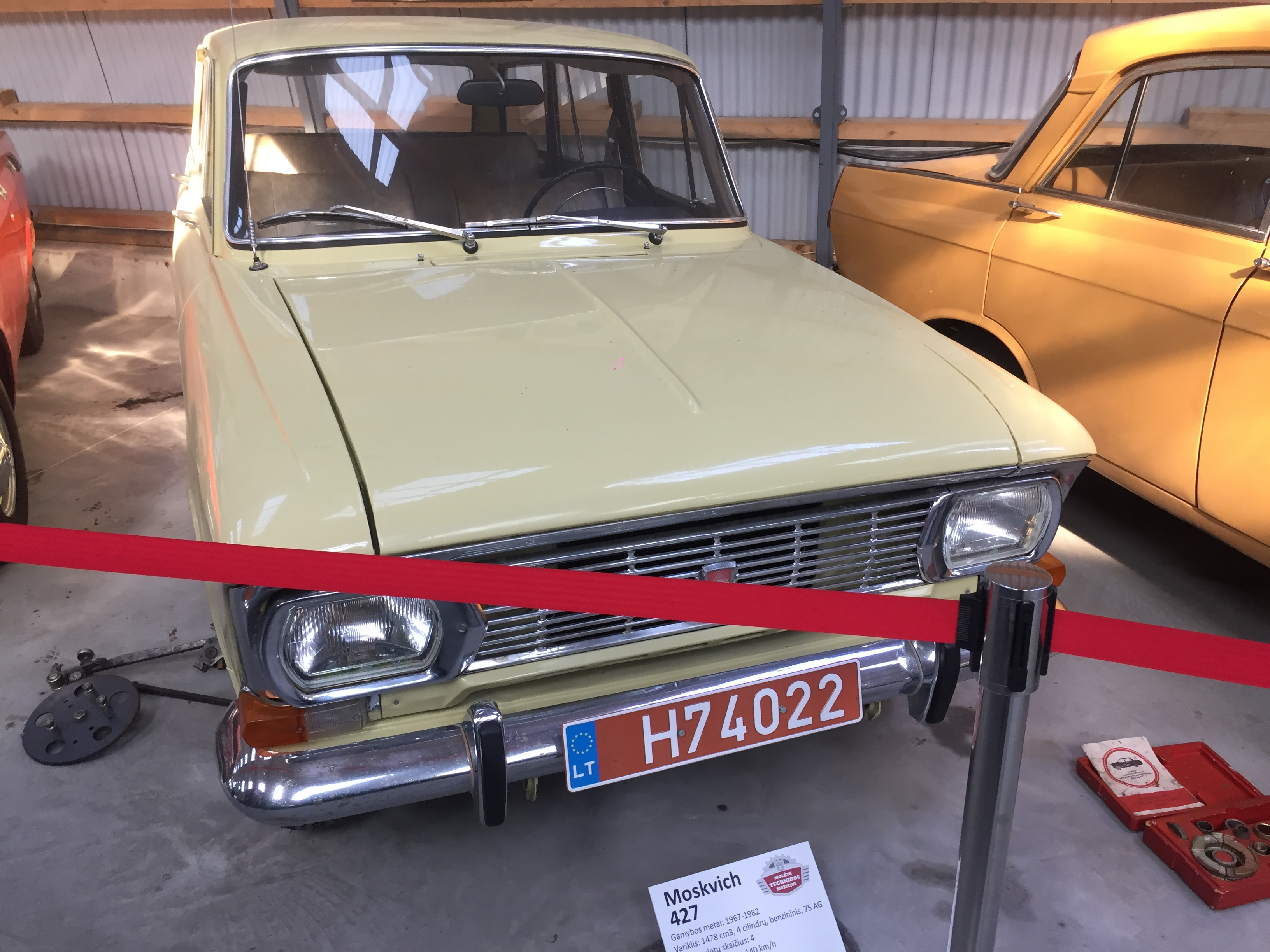
Москвич-427

Пятиместный универсал на базе «Москвича-412». Внешне — аналог «Москвича-426», с теми же изменениями начала 1970-х.

## Модификации
- Москвич-427Э (с 1972 г. — 427ИЭ) — экспортный;
- Москвич-427Ю — экспортный южный;
- Москвич-427П — с правым расположением органов управления;
- Москвич-434 — фургон.

Было выпущено 32849 экземпляров, после чего ему на смену в 1976 году пришла новая модель — Москвич-2137.

## В игровой и сувенирной индустрии
Издательство «De Agostini» в рамках серии «Автолегенды СССР» выпустило модель автомобиля «Москвич-427» синего цвета в масштабе 1:43 12 апреля 2011 года.
Модель в масштабе 1:43 также производилась предприятием «Агат».